# Alex Somers
Alex Kendall Somers (Baltimora, 7 marzo 1984) è un musicista e compositore statunitense.
Ex compagno di Jónsi, voce del gruppo post-rock Sigur Rós, ha fondato nel 2003 la band Parachutes, scioltasi nel 2009. Con Jónsi ha inciso l'album Riceboy Sleeps e ha collaborato nella realizzazione del suo album solista Go.

## Carriera

### Parachutes
Nel 2003 Alex Somers forma la band Parachutes con Scott Alario. Successivamente si uniranno al gruppo altri musicisti, per un totale di otto elementi: Þórdís Björt Sigþórsdóttir, Tinna Jóhanna Magnusson, Björn Pálmi Pálmason, Kári Hólmar Ragnarsson, Brendan Glasson, e Aaron Borucki.
Con la collaborazione di Jónsi e delle Amiina, hanno registrato i due album Parachutes e Suzy e l'EP Tree Roots.
Suzy è stato registrato in Italia, e il suo nome è il nome del cane che viveva con loro nel castello in cui si erano stabiliti.
Il 13 novembre 2009 annunciano lo scioglimento sulla loro pagina di MySpace, mettendo a disposizione il download gratuito di tutta la discografia.

### Con i Sigur Rós
Alex Somers ha disegnato molte delle copertine degli album dei Sigur Rós, tra cui quella di Takk... (2005) che ha ricevuto il titolo Best Album Design all'Íslensku tónlistarverðlaunin nel 2006. Ha realizzato a mano la merchandise ufficiale della band con Lukka Sigurðardóttir, moglie del batterista Orri Páll Dýrason.
È citato come produttore dell'album Valtari (2012).

### Jónsi eRiceboy Sleeps
Jónsi e Alex si conoscono a Boston durante un tour dei Sigur Rós. Inizia quindi una relazione a distanza, fino al trasferimento in Islanda di Alex.
Insieme hanno inciso l'album ambient Riceboy Sleeps, uscito in Europa il 20 luglio 2009.

## Colonne sonore

### Cinema
- Sotto il cielo delle Hawaii (Aloha), regia di Cameron Crowe (2015)
- Captain Fantastic, regia di Matt Ross (2016)
- Dawson City: Frozen Time regia di Bill Morrison (2016) - documentario
- Charm City Kings, regia di Ángel Manuel Soto (2020)
- Insieme per davvero (Together Together), regia di Nikole Beckwith (2021)
- Causeway, regia di Lila Neugebauer (2022)
- Fresh, regia di Mimi Cave (2022)
- I ragazzi della Nickel (Nickel Boys), regia di RaMell Ross (2024)

### Televisione
- Manhattan – serie TV, 23 episodi (2014-2015) con Jónsi, Zoë Keating e Jeff Russo
- Black Mirror – serie TV, episodio 4x04 (2017)
- Under the Bridge – miniserie TV (2024)

## Curiosità
- Alex Somers, così come Jónsi, è vegano e segue la dieta raw food, ovvero non mangia né beve nulla che sia stato cotto al di sopra di 46 °C. Infatti col partner ha pubblicato un libro di ricette, disponibile interamente sul loro sito internet.[4]
- Alex e Jónsi collezionano oggetti e libri antichi.[3]